# Basidiolíquenes

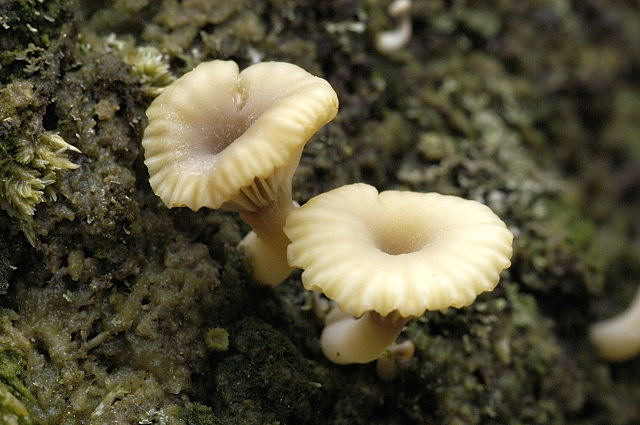
Lichenomphalia umbellifera, ejemplo de basidiolíquen.

Los basidiolíquenes son miembros liquenizados de los hongos Basidiomycota, un grupo muy reducido de líquenes que los muchos más comunes ascolíquenes asociados a los hongos Ascomycota.  En bosques árticos, alpinos y templados, los basidiolíquenes más comunes son los del género agárico  Lichenomphalia (incluidos exmiembros de Omphalina o Gerronema) y el género clavarioide  Multiclavula.  Varios géneros liquenizados habitan en regiones tropicales, el más común es Dictyonema. Antiguamente los basidioliquenes habían sido clasificados en una subclase propia, Basidiolichenes, sin embargo los estudios moleculares de filogenia no son consistentes con una clasificación separada.
Se caracterizan por la presencia de un hongo basidiomiceto en su estructura fúngica, con sus respectivas basidios y basidiosporas. En los hongos basidiomicetos se pueden observar hasta cuatro basidiosporas lo cual los diferencia de los ascomicetos. Un ejemplo de basidiolíquen es Dyctionema glabratum.

## Talosliquénicos
La organización del talo puede ser homómera (capa superior, alga e hifas disgregadas en una sola capa, capa inferior pegada al sustrato) o heterómera (cortex superior, capa algal que puede ser clorofitas o cianobacterias, médula llena de hifas, cortex inferior).
Entre los talos liquénicos más comunes están:
- Talo crustáceo, difícil de separar del sustrato, no presenta lámina inferior ya que las hifas están en contacto directo con el sustrato. Se debe tener en cuenta que la medida en cm del radio del liquen nos reporta los años de vida del liquen. Parmelia sp.

- Talo foliáceo, muy parecido al anterior, es mucho más fácil de separar del sustrato. Dyctionema glabratum.

- Talo fruticoso, apariencia de arbolito seco o arbusto. Usnea sp.

- Talo sorediado, apariencia de polvo la cual representa su aspecto reproductivo. Chrysothrix candelaris.

- Talo gelatinoso, muy parecido al foliáceo pero de apariencia gelatinoso debido a la abundancia de la capa de algas. Leptoginum sp.

- Talo escuamuloso, crecimiento de un escuámulo sobre otro, cabe citar que en algunos ejemplares cada escuámulo representa un año de vida del liquen. Cladonia verticillata.